# ویلرایت (کنتاکی)
ویلرایت (به انگلیسی: Wheelwright) شهری در ایالت کنتاکی کشور ایالات متحده آمریکا است که جمعیت آن در سرشماری سال ۲۰۱۰ میلادی، ۷۸۰ نفر بوده‌است.